# Lucilia graphita
Lucilia graphita este o specie de muște din genul Lucilia, familia Calliphoridae, descrisă de Shannon în anul 1926. Conform Catalogue of Life specia Lucilia graphita nu are subspecii cunoscute.